# L'Odyssée interactive
L'Odyssée interactive Jeuxvideo.com est une SAS française créée le 17 avril 1997, par Sébastien Pissavy, François Claustres et Jérôme Stolfo. Son siège social est basé à Levallois-Perret en France. 
Depuis juin 2014, la société est une filiale de Webedia (groupe Fimalac).

## Histoire
L'entreprise est connue pour être éditrice du site Jeuxvideo.com, le plus important site d'information francophone sur l'actualité du jeu vidéo.
En effet, le site reçoit plus de 50 millions de visites chaque mois.
Outre l'édition de site Web, la société crée et héberge des sites Web pour des tiers, mais aussi des animations.
En avril 2000 la société Gameloft acquiert 80 % du capital de l'Odyssée Interactive. Son fondateur Michel Guillemot, par ailleurs cofondateur d'Ubisoft, devient le gérant de L’Odyssée Interactive ainsi que l'administrateur de Jeuxvideo.com.
En mai 2006, Gameloft cède l'entreprise, elle est rachetée par le groupe publicitaire Hi-media à hauteur de 88 % du capital pour un montant de 22,87 millions d'euros.
À l'été 2012, Sébastien Pissavy (cofondateur et président de L'Odyssée Interactive) quitte la société. La présidence est confiée à Cyril Zimmermann (président directeur général de Hi-media) et la direction générale à Cédric Mallet.
En juin 2014, Hi-media a signé avec Webedia un accord de cession des 88 % qu'il détenait dans L'Odyssée Interactive. Les 12 % qui n'appartenaient pas à Hi-media sont aussi cédés par la même occasion. Ainsi Webedia a fait l'acquisition de 100 % du capital pour un montant de 90 millions d'euros, réglés en numéraire.

## Liste des sites Internet de L'Odyssée Interactive
- Jeuxvideo.com, site francophone de jeux vidéo.
- GamerImpact 2.0, outil d'analyse du marché pour les éditeurs et l'environnement du jeu vidéo.